# Вроджена поведінка
Вроджена поведінка — це сукупність генетично фіксованих природжених проявів зовнішньої активності тварин.

## Основні напрямки
Вона виступає у всіх представників одного виду приблизно в однакових формах і направлена на забезпечення найбільш важливих для існування особини і продовження виду життєвих відправлень. Відносна автономність і порівняно мала мінливість інстинктивної поведінки визначаються сформованими в ході філогенезу стійкими зв'язками в центральній нервовій системі (спадково закріпленими «програмами дії»). Тому вона безпосередньо не залежить від конкретного індивідуального досвіду тварини, хоча розвивається в онтогенезі в поєднанні і взаємодії з процесами навчання. У ряді випадків ознаки об'єктів, на які спрямовані інстинктивні дії, фіксуються в пам'яті шляхом фіксації. Інстинктивні дії складаються з комплексів чітко скоординованих інстинктивних рухів і поз, а також звукових і інших сигналів. секреторних процесів, явищ терморегуляції, зміни забарвлення і ін. Процесів, що відбуваються в певній послідовності. Таким чином, І. п. — складна цілісна реакція всього організму.

## Наукові дослідження
Біологічні проблеми інстинктивної поведінки тварин, його розвиток в філогенезі і роль як чинника еволюції вивчає етологія. При цьому аналіз інстинктивної поведінки ведеться в різних аспектах: функціональному (роль інстинктивних дій в різних сферах життєдіяльності — харчування, розмноження, захисту і т. д.), каузальному, або мотиваційному (аналіз внутрішніх і зовнішніх чинників інстинктивної поведінки), і еволюційно генетичному (походження інстинктивних дій, розвиток філогенетично новіших інстинктивних рухів з більш древніх тощо). Порівняльна психологія і зоопсихологія вивчають інстинктивну поведінку як джерело і прояв спадково закріплених, видотипових форм психічного відображення у тварин і як одну з біологічних передумов і основ психічної діяльності людини. У сучасних дослідженнях поняття інстинктивної поведінки поступово витісняє менш точне і недостатньо диференційоване поняття інстинкт.